# Der Saporoger an der Donau
Der Saporoger an der Donau (ukrainisch: Запорожець за Дунаєм, Saporoschez sa Dunajem) ist eine „originale kleinrussische Oper in drei Akten mit Chor und Tänzen“ von Semen Hulak-Artemowskyj, der auch das Libretto verfasste. Sie entstand in den Jahren 1861 bis 1862 und wurde am 14. Apriljul. / 26. April 1863greg. im Mariinski-Theater in Sankt Petersburg uraufgeführt. Es handelt sich um die erste professionelle ukrainische Oper.

## Handlung
Der Inhalt der Oper hat einen historischen Hintergrund: Nach der Zerstörung der Saporoger Sitsch durch die russische Armee Katharinas II. im Jahr 1775 suchte ein Teil der Einwohner Zuflucht im Gebiet südlich der Donau, das damals zum Osmanischen Reich gehörte. Das Bühnenbild zeigt im Vordergrund eine ukrainische Hütte, im Hintergrund die Silhouette eines Dorfs und in der Ferne ein Minarett.

### Erster Akt
Die Saporoger holen auf dem Feld die Ernte ein (Chor: „Oj sbyrajtjes prazjuwaty“). Auch Oksana, eine Waise, die im Haus des Kosaken Iwan Karas lebt, begibt sich dorthin. Sie vermisst ihre ukrainische Heimat (Romanze: „Missjazju jasnyj“). Die Exilanten finden sich nur schwer mit ihrer Lage im türkischen Exil ab (Chor: „Chto prazjuje, toj i maje“). Der leicht betrunkene Karas (Lied: „Oj schtschos dusche sahuljawsja“) erinnert sich an die ruhmreiche Vergangenheit der Kosaken. Er versteckt sich, als er seine Frau Odarka kommen sieht, wird aber schnell entdeckt. Odarka ist verärgert darüber, dass Karas sich mehrere Tage nicht zu Hause blicken ließ (Duett: „Swidkilja ze ty usjawsja“). Karas greift zu verschiedenen Ausreden, bevor er gesteht, dass er zwei Nächte bei einer Verwandten verbracht habe. Der Streit eskaliert, doch schließlich versöhnt sich das Paar wieder.

### Zweiter Akt
Der Sultan besucht inkognito das Siedlungsgebiet der Saporoger, deren Pläne er auskundschaften will. Er ist begeistert von der idyllischen Gegend (Cavatine: „Jak ljubo serzju tut bes kraju“). Er unterhält sich mit Karas, der ihm von seiner Bewunderung für den Sultan erzählt, den er einst aus der Ferne gesehen habe. Karas ergänzt, dass die Kosaken bereits viel für die Türken getan hätten, und erwähnt die Sehnsucht der Saporoger, in ihre Heimat zurückkehren zu können. Der Sultan ist zufrieden mit dieser Antwort. Er lädt Karas zu einer Bayram-Feier in seinen Palast ein und gibt ihm türkische Kleidung. Karas fühlt sich darin wie ein echter Türke (Cavatine: „Teper ja turok, ne kosak“).
Die Ukrainer feiern die Ernte und denken wieder an ihr altes Land (Chor: „Ridnyj kraj my spomynajem“). Man tanzt. Oksana wartet auf ihren Geliebten Andrij (Lied: „Anhel notschi“). Als er erscheint, versichern sich beide ihrer gegenseitigen Liebe und beschließen, in die Ukraine zu fliehen (Duett: „Tschorna chmara s-sa dibrowy“).

### Dritter Akt
Odarka bereut es, nicht auf ihre Mutter gehört zu haben, die sie vor der Ehe mit einem Kosaken gewarnt hatte (Lied: „Oj kasala meni maty“). Als Karas nach dem türkischen Fest zurückkehrt, erzählt er ihr scherzhaft, das er jetzt Türke sei und „Urhan“ heiße. Er wolle sich von ihr trennen und einen Harem gründen (Duett: „Na turkenjach oschenjussja“). Die beiden streiten erneut.
Oksana und Andrij werden auf der Flucht von den türkischen Wachen gefasst und gefesselt ins Dorf gebracht. Die Einwohner versammeln sich aufgeregt (Quintett: „W neschtschaslywij naschij doli“). Man befürchtet, dass das Paar hingerichtet werden soll. Karas und die Kosaken fragen die türkischen Amtsträger nach dem Urteil (Chor: „Nas sjohodni spowistyly“). Der Imam verliest den Erlass des Sultans: Den Flüchtlingen wird vergeben, und die Ukrainer dürfen in ihre Heimat zurückkehren. Nachdem die Türken das Dorf verlassen haben, erzählt Karas den anderen von seinem Gespräch mit dem Sultan: Er habe ihn vor einem Aufstand der Ukrainer gewarnt, sofern sie nicht freigelassen werden. Andrij und die anderen danken Gott für diesen guten Ausgang (Arie mit Chor: „Wladyko neba i semli“). Alle freuen sich auf ihre Heimat (Finale: „Tam sa tychym, sa Dunajem“).

## Gestaltung

### Orchester
Die Orchesterbesetzung der Oper umfasst die folgenden Instrumente:
- Holzbläser: zwei Flöten (1. auch Piccolo), zwei Oboen, zwei Klarinetten, zwei Fagotte
- Blechbläser: zwei Hörner, zwei Trompeten, Posaune
- Pauken, Schlagzeug: Triangel, Trommel, Militärtrommel, Glocken, Becken, große Trommel, Tamtam
- Harfe
- Streicher

Die 1982 herausgegebene Orchesterfassung von Heorhij Majboroda benötigt zusätzlich zwei Hörner, eine Trompete, zwei Posaunen und eine Tuba.

### Musiknummern
Die Oper enthält je nach Zählung 22 oder 25 Musiknummern. Im Klavierauszug von 1954 finden sich die folgenden Nummern (in eckigen Klammern die alternative Zählweise):
Erster Akt
- Nr. 1. Introduktion
- Nr. 2 [1f]. Chor (hinter der Szene): „Ой збирайтєсь працювати“ – „Oj sbyrajtjes prazjuwaty“ (‚Oh, du gehst arbeiten‘)
- Nr. 3 [2]. Romanze (Oksana): „Місяцю ясний“ – „Missjazju jasnyj“ (‚Der Mond ist hell‘)
- Nr. 4 [2f]. Chor der Siedler: „Хто працює, той і має“ – „Chto prazjuje, toj i maje“ (‚Wer arbeitet, der hat‘)
- Nr. 5 [3]. Lied (Karas): „Ой щось дуже загулявся“ – „Oj schtschos dusche sahuljawsja“ (‚Oh, irgendetwas ist geschehen‘)
- Nr. 6 [4]. Duett (Odarka, Karas): „Звідкіля це ти узявся“ – „Swidkilja ze ty usjawsja“ (‚Woher bist Du gekommen?‘)

Zweiter Akt
- Nr. 7 [5]. Cavatine (Sultan): „Як любо серцю тут без краю“ – „Jak ljubo serzju tut bes kraju“ (‚Wie ich diese Gegend liebe‘)
- Nr. 8 [6]. Cavatine (Karas): „Тепер я турок, не козак“ – „Teper ja turok, ne kosak“ (‚Jetzt bin ich Türke, nicht Kosake‘)
- Nr. 9 [6f]. Chor der Ukrainer: „Рідний край ми споминаєм“ – „Ridnyj kraj my spomynajem“ (‚Wir erinnern uns an unsere Heimat‘)
- Nr. 10–14 [7–11]. Symphonische Suite mit fünf Tänzen
  - Nr. 10 [7]. Tanz
  - Nr. 11 [8]. Ukrainischer Tanz
  - Nr. 12 [9]. Schwarzmeerkosak
  - Nr. 13 [10]. Saporoger Kosak
  - Nr. 14 [11]. Kasatschok
- Nr. 15 [12]. Lied (Oksana): „Ангел ночі“ – „Anhel notschi“ (‚Engel der Nacht‘)
- Nr. 16 [13]. Duett (Oksana, Andrij): „Чорна хмара з-за діброви“ – „Tschorna chmara s-sa dibrowy“ (‚Schwarze Wolke hinter der Eiche‘)

Dritter Akt
- Nr. 17 [14]. Lied (Odarka): „Ой казала мені мати“ – „Oj kasala meni maty“ (‚Oh, meine Mutter sagte mir‘)
- Nr. 18 [15]. Duett (Odarka, Karas): „На туркенях оженюся“ – „Na turkenjach oschenjussja“ (‚Ich werde Türkinnen heiraten’)
- Nr. 19 [16]. Marsch [und Szene]
- Nr. 20 [17]. Quintett (Odarka, Karas, Oksana, Andrij, Imam): „В нещасливій нашій долі“ – „W neschtschaslywij naschij doli“ (‚In unserem traurigen Schicksal‘)
- Nr. 21 [18]. Rezitativ (Karas): „Чи не можна зараа знати“ – „Tschy ne moschna saraa snaty“ (‚Man kann unmöglich wissen’)
  - Chor „Нас сьогодні сповістили“ – „Nas sjohodni spowistyly“ (‚Wir wurden heute informiert‘)
- Nr. 22 [19]. Rezitativ [bzw. Szene] (Imam) „Смирно слухать, не збивать“ – „Smyrno sluchat, ne sbywat“ (‚Man sollte zuhören, nicht zuschlagen‘)
- Nr. 23 [20]. Marsch
- Nr. 24 [21]. Arie [bzw. Szene] (Andrij) mit Chor: „Владико неба і землі“ – „Wladyko neba i semli“ (‚Herr des Himmels und der Erde‘)
- Nr. 25 [22]. Finale: „Там за тихим, за Дунаєм“ – „Tam sa tychym, sa Dunajem“ (‚Dort in der Stille hinter der Donau‘)

### Musik
Die Oper folgt im Wesentlichen der italienischen Tradition. Hulak-Artemowskyj nahm außerdem einige Figuren und Handlungselemente des traditionellen Wertep-Dramas auf, eines auf Jahrmärkten gespielten Puppentheaters mit wiederkehrenden Charakteren und Handlungsteilen, das gesprochene Texte, Lieder, Tänze und pantomimischen Ausdruck vereinte. Auch der Saporoger an der Donau besteht aus Gesangsstücken, Tänzen und gesprochenen Dialogen. Der Saporoger Iwan Karas und seine Frau Odarka sind Volkstheaterfiguren. Das jüngere Paar, Oksana und Andrij, hingegen entstammt der bürgerlichen Komödie. Die einzelnen Figuren sind durch unterschiedliche Melodietypen charakterisiert. Im Duett des älteren Paares am Ende des ersten Akts beispielsweise stimmt Odarka einen Klagegesang an, während Iwan Karas ein scherzhaftes Lied singt. Der Sultan trägt bei seinem Auftritt am Anfang des zweiten Akts eine Cavatine im italienischen Stil vor. Wie das Wertep-Theater endet auch die Oper mit einem Tanz-Finale. Die Orientierung an diesem Modell war einer der Gründe für den Erfolg des Werks, das musikalische Raffinesse und ukrainisches Varieté vereint.
Die Bezeichnung als „originale kleinrussische Oper mit Chören und Tänzen“ deutet darauf hin, dass viele Stücke auf ukrainischen Volksliedern basieren. Außerdem verweist sie auf die Intention, den unverwechselbaren „Sehnsuchtston“ dieser Melodien künstlerisch zu verarbeiten. Dies zeigt sich bereits im Eingangschor, dessen Dur-Grundtonart von größeren Abschnitten in Moll durchbrochen wird. Er erklingt im dritten Akt zu Karas’ Ankündigung, fortan die türkischen Gebräuche anzunehmen, wie eine Warnung hinter der Bühne erneut.
Das ukrainische Ballett im zweiten Akt ist nicht in die dramatische Handlung eingebunden, sondern wirkt als Kontrast zu der türkisch geprägten Landschaft und dem Minarett im Hintergrund der Szene.
Zu den eindrucksvollsten Nummern zählt das Quintett Nr. 20 [17] im dritten Akt, in dem Oksana und Andrij nach ihrer misslungenen Flucht um ihr Leben fürchten.

## Werkgeschichte
Die Oper Saporoschez sa Dunajem des ukrainischen Sängers und Komponisten Semen Hulak-Artemowskyj gilt als die erste professionelle ukrainische Oper. Hulak-Artemowskyj war sowohl mit dem russischen Komponisten Michail Glinka als auch mit dem ukrainischen Dichter Taras Schewtschenko befreundet und wurde von beiden gefördert. Das Libretto verfasste er selbst. Das Werk entstand in den Jahren 1861 und 1862. Hulak-Artemowskyj entlehnte einige wenige Stellen seinem 1851 entstandenen Divertissement Ukrainskaja swadba (Die ukrainische Hochzeit). Der Dirigent des Mariinski-Theaters, Konstantin Ljadow, unterstützte ihn bei der Instrumentierung.
Die Uraufführung fand am 14. Apriljul. / 26. April 1863greg. im Mariinski-Theater in Sankt Petersburg statt. Hulak-Artemowskyj sang selbst die Partie des Iwan Karas. Nach der erfolgreichen Premiere gab es einige weniger erfolgreiche Aufführungen am Sankt Petersburger Alexandrinski-Theater (1864) und in Moskau (1864 und 1865). 1865 musste Hulak-Artemowskyj die russische Operntruppe der zaristischen Theater in Petersburg und Moskau, in der er als Sänger engagiert war, verlassen.
Die Abschaffung der Leibeigenschaft in Russland 1861 führte in den folgenden Jahren zu gesellschaftlichen Konflikten, die eine Darstellung einer eigenständigen ukrainischen Kultur so problematisch machten, dass das Werk beinahe zwei Jahrzehnte lang nicht gespielt werden konnte. Eine Wiederentdeckung gab es erst 1884 mit der Produktion einer ukrainischen Operntruppe in Rostow am Don. Die ursprüngliche Mezzosopran-Partie der Oksana wurde aus diesem Anlass für Sopran umgeschrieben. Für die folgenden Produktionen gab es weitere Änderungen und Verfälschungen, beispielsweise 1901 in Kiew oder 1915 am Moskauer Bolschoi-Theater. Die Ouvertüre wurde verändert und mehrere neue Musiknummern von Wolodimir Jorisch und Stanislaw Ljudkewytsch eingefügt. Die Oper wurde als Repertoirestück in der Ukraine und den anderen sowjetischen Republiken viel gespielt. Produktionen gab es beispielsweise 1922 in Tiflis, 1926 in Charkiw, 1939 in Kuibyschew und Gorki, 1942 in Swerdlowsk, 1944 in Baku, 1945 in Chișinău, 1948 am Konservatorium Leningrad, 1951 in Minsk und im Stanislawski- und Nemirowitsch-Dantschenko-Musiktheater in Moskau, 1952 in Duschanbe, 1953 in Kuibyschew, 1954 in Ulan-Ude und Nowosibirsk und 1955 in Vilnius. Auch in den USA und in Kanada gab es Aufführungen.
Die Originalfassung wurde erst 1958 wieder am Kiewer Konservatorium gezeigt. Die Partitur der erweiterten Orchesterfassung von Heorhij Majboroda erschien 1982 im Druck.

## Aufnahmen
- 1950 – Wenjamin Sawjolowitsch Tolba (Dirigent), Chor und Orchester des Taras-Schewtschenko-Opernhauses in Kiew.
 Iwan Sergejewitsch Patorschinsky (Iwan Karas), Maria Litwinenko-Wohlgemut (Odarka), Zoya Gaidai (Oksana), Iwan Semjonowitsch Koslowski (Andrij), Michail Stepanowitsch Grischko (Sultan).
 Melodia D-06781-6 (3 LPs) / Qualiton 1011-3 (3 CDs).[7]
- Mai 1998 – Iwan Gamcalo (Dirigent), Orchester und Chor der Ukrainischen Nationaloper Kiew.
 Sergej Jaroshenko (Iwan Karas), Tatjana Moisejewa (Odarka), Lidia Zabilasta (Oksana), Olexander Guretc (Andrij), Mykola Koval (Sultan), Jury Momich (Selich-aha), Iwan Chernej (Ibrahim-Ali).
 Live aus Kiew.[8]